# Cimex columbarius
Cimex columbarius is een wants uit de familie van de Cimicidae (Bedwantsen). De soort werd het eerst wetenschappelijk beschreven door Jenyns in 1839 .

## Uiterlijk
De redelijk ovale wants is zeer kortvleugelig (micropteer) en kan 3.5 tot 5 mm lang worden. De wantsen hebben een relatief brede kop, halsschild en achterlichaam. Het scutellum is licht gebold. De steeksnuit is kort en stevig. Van de antennes is het eerste segment dik en kort, het tweede is dun en lang, de laatste twee segmenten zijn dun. Cimex columbarius lijkt zeer veel op Cimex lectularius maar heeft een minder naar voren gelobd halsschild.

## Leefwijze
De soort leeft in duiventillen van het bloed van duiven en is ook gevonden in nesten van andere vogels die broeden in holen in bomen en houten nestkasten. De wantsen zijn op beschutte plekken het hele jaar door in diverse levensstadia waar te nemen. De voortplanting vindt plaats in de zomermaanden. Het vrouwtje zet eitjes af na elke bloedmaaltijd en de nimfen hebben voor elke vervelling een bloedmaaltijd nodig.

## Leefgebied
De soort is in Nederland sinds 1938 niet meer waargenomen (waarschijnlijk door insecticiden). De wantsen komen voor in Europa, van Groot-Brittannië tot in Polen en in het zuiden in Spanje en Italië.